# الگوی تکرار
الگوی تکرار (انگلیسی: Iterator pattern) یا الگوی تکرارگر، در برنامه‌نویسی شیءگرا از الگوهای طراحی است که در آن یک تکرارگر با هدف عبور از یک مجموعه داده و دسترسی به عناصر آن مجموعه، مورد استفاده قرار می‌گیرد. ماهیت الگوهای تکرارگر اغلب فراهم نمودن راهی برای دسترسی پیوسته به عناصر یک مجموعه داده و جدا نمودن الگوریتم‌ها، بدون آگاهی از ساختار یا فاش کردن محتویات آن مجموعه می‌باشد.